# 1945
- Wikisource

| Calendário gregoriano                                                        | 1945 MCMXLV                          |
| Ab urbe condita                                                              | 2698                                 |
| Calendário arménio                                                           | 1394 – 1395                          |
| Calendário bahá'í                                                            | 101 – 102                            |
| Calendário budista                                                           | 2489                                 |
| Calendário chinês                                                            | 4641 – 4642 Início a 13 de fevereiro |
| Calendário copta                                                             | 1661 – 1662                          |
| Calendário etíope                                                            | 1937 – 1938                          |
| Calendários hindus - Vikram Samvat - Calendário nacional indiano - Cáli Iuga | 2000 – 2001 1866 – 1867 5045 – 5046  |
| Calendário Holoceno                                                          | 11945                                |
| Calendário islâmico                                                          | 1364 – 1365                          |
| Calendário judaico                                                           | 5705 – 5706 Início a 8 de setembro   |
| Calendário persa                                                             | 1323 – 1324 Início a 21 de março     |
| Calendário rúnico                                                            | 2195                                 |
| Calendário solar tailandês                                                   | 2488                                 |

1945 (MCMXLV, na numeração romana) foi um ano comum do século XX que começou numa segunda-feira, segundo o calendário gregoriano. A sua letra dominical foi G. A terça-feira de Carnaval ocorreu a 13 de fevereiro e o domingo de Páscoa a 1 de abril. Segundo o horóscopo chinês, foi o ano do Galo, começando a 13 de fevereiro.

| Evento                                                   | Data            | Hora  |
| -------------------------------------------------------- | --------------- | ----- |
| Aquário                                                  | 20 de janeiro   | 09:54 |
| Peixes                                                   | 19 de fevereiro | 00:15 |
| primavera no hemisfério norte e outono no hemisfério sul |                 |       |
| Carneiro/equinócio                                       | 20 de março     | 23:38 |
| Touro                                                    | 20 de abril     | 11:07 |
| Gémeos                                                   | 21 de maio      | 10:41 |
| verão no hemisfério norte e inverno no hemisfério Sul    |                 |       |
| Caranguejo/solstício                                     | 21 de junho     | 18:53 |
| Leão                                                     | 23 de julho     | 05:46 |
| Virgem                                                   | 23 de agosto    | 12:36 |
| Outono no Hemisfério Norte e Primavera no Hemisfério Sul |                 |       |
| Balança/equinócio                                        | 23 de setembro  | 09:50 |
| Escorpião                                                | 23 de outubro   | 18:44 |
| Sagitário                                                | 22 de novembro  | 15:56 |
| inverno no hemisfério norte e verão no hemisfério sul    |                 |       |
| Capricórnio/solstício                                    | 22 de dezembro  | 05:04 |

| UTC: Portugal Continental, Madeira, Guiné-Bissau e São Tomé e Príncipe Subtrair (-): 1 h nos Açores e Cabo Verde 2 h nas Ilhas oceânicas brasileiras 3 h em Brasília, em Goiás, na Amazônia Oriental Brasileira e no nordeste, sudeste e sul brasileiros 4 h na Amazônia Ocidental Brasileira, Mato Grosso e Mato Grosso do Sul 5 h no Acre e sudoeste do Amazonas Adicionar (+): 1 h em Angola e Guiné Equatorial 2 h em Moçambique 8 h em Macau 9 h em Timor-Leste. |
| Adicionar uma hora durante a vigência do horário de verão: Portugal Continental : |

| Ano completo                         |
| ------------------------------------ |
| Ano comum com início à segunda-feira |

## Eventos
Janeiro
- 1 de janeiro

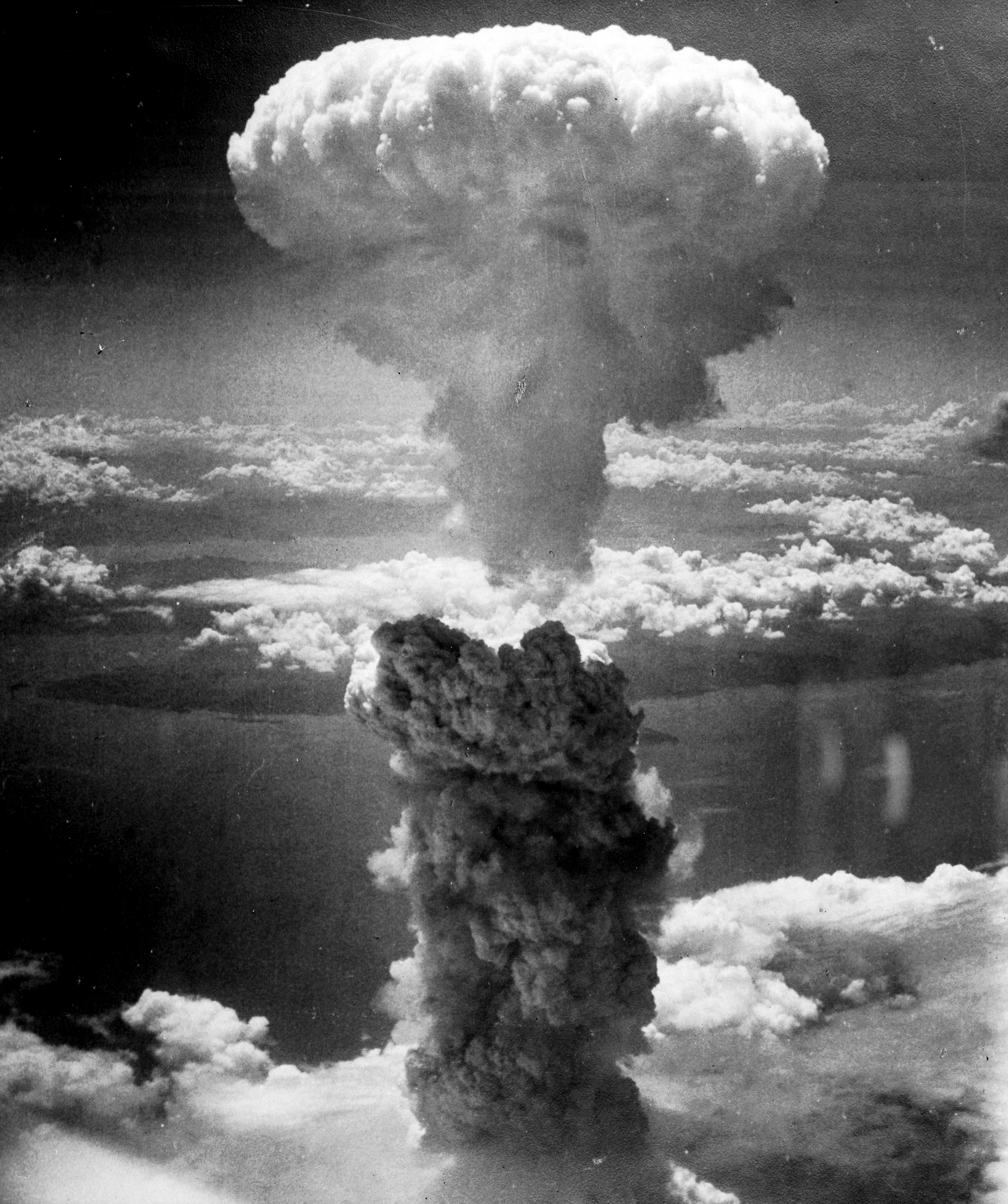
Explosão da bomba atômica sobre Nagasaki (9 de agosto)

  - Segunda Guerra Mundial: em retaliação ao Massacre de Malmedy, as tropas americanas matam 60 prisioneiros de guerra alemães em Chenogne.
  - Segunda Guerra Mundial: a Luftwaffe alemã lança a Operação Bodenplatte, uma tentativa maciça, mas fracassada, de eliminar o poder aéreo aliado no norte da Europa em um único golpe.

Abril
- Campo de concentração de Dachau é libertado pelas tropas dos Estados Unidos.
- 2 de abril - Brasil e União Soviética estabelecem relações diplomáticas.
- 12 de abril - O então Presidente dos Estados Unidos Franklin Delano Roosevelt morre em decorrência de uma hemorragia cerebral. Seu vice-presidente Harry Truman assume o cargo no seu lugar.
- 7 de abril - Afundamento do Yamato.[1]

- 29 de abril - Segunda Guerra Mundial:
  - Fornovo di Taro é libertada das tropas da Alemanha Nazista pela Força Expedicionária Brasileira.
  - Wehrmacht rende-se incondicionalmente aos aliados na Itália.
  - Führerbunker: Adolf Hitler se casa com sua parceira de longa data Eva Braun em um búnquer de Berlim e designa o almirante Karl Dönitz como seu sucessor; Hitler e Braun cometem suicídio no dia seguinte.

Maio
- 1 de maio - Segunda Guerra Mundial: a Força Expedicionária Brasileira ocupa Turim, Itália.
- 8 de maio - Dia da Vitória na Europa: a Alemanha Nazista se rende incondicionalmente às forças aliadas.

Agosto
- 6 e 9 de agosto - Bombardeamentos de Hiroshima e Nagasaki.
- 17 de agosto - Declarada independência da Indonésia, mas só é reconhecida em 27 de dezembro de 1949.

Setembro
- 2 de setembro - Termina a Segunda Guerra Mundial, Com a vitória Aliada.

Outubro
- 24 de outubro - Organização das Nações Unidas é fundada.
- 29 de outubro - Getúlio Vargas é deposto da presidência do Brasil; fim do Estado Novo.

Dezembro
- 2 de dezembro - Eurico Gaspar Dutra é eleito presidente do Brasil.
- 24 de dezembro - No estado do Pará, o projeto da Fordilândia foi oficialmente encerrado, a partir de então conhecido como uma cidade fantasma.

## Nascimentos
- 6 de janeiro - Walter Franco, cantor e compositor brasileiro  (m. 2019).
- 6 de fevereiro - Bob Marley, cantor, guitarrista e compositor jamaicano  (m. 1981).
- 18 de fevereiro - Edir Macedo, bispo evangélico, televangelista e empresário
- 7 de março - Rubens Ewald Filho, jornalista, crítico de cinema, apresentador, ator, cineasta e diretor teatral brasileiro  (m. 2019).
- 17 de março - Elis Regina, cantora brasileira  (m. 1982).
- 29 de abril - Richard Warwick, ator inglês (m. 1997).
- 28 de junho - Raul Seixas, cantor e compositor brasileiro  (m. 1989).
- 31 de agosto - Sérgio Godinho, cantor e compositor português.
- 11 de setembro - Franz Beckenbauer, ex-jogador de futebol alemão e ex-treinador de futebol alemão.
- 26 de setembro - Gal Costa, cantora brasileira  (m. 2022).
- 19 de outubro - Divine, foi um ator, drag queen  e cantor norte-americano (m. 1988)
- 27 de outubro - Luiz Inácio Lula da Silva, 35º e 39º Presidente do Brasil.
- 31 de outubro -  Pimpan Buranapim, atriz e comediante tailandesa (m. 2017).
- 3 de novembro -  Gerd Müller, ex-jogador de futebol alemão.
- 11 de novembro - Daniel Ortega, político e presidente da Nicarágua.
- 5 de dezembro - Moshe Katsav, presidente de Israel de 2000 a 2007.

## Mortes
- 23 de fevereiro - José María Moncada, presidente da Nicarágua de 1929 a 1933  (n. 1870).
- Março - Anne Frank,  adolescente alemã de origem judaica, vítima do Holocausto (n. 1929)
- 7 de março - Robert-Hugues Lambert, ator francês (n. 1908).
- 12 de abril - Franklin Delano Roosevelt, presidente dos Estados Unidos de 1933 a 1945 (n. 1882).
- 28 de abril - Benito Mussolini, jornalista, político e ditador italiano, é executado. (n. 1883)
- 30 de abril - Adolf Hitler, ditador austríaco, naturalizado alemão, comete suicídio em Berlim  (n. 1889).[2]
- 30 de abril - Eva Braun, amante e esposa de Adolf Hitler  (n. 1912).
- 1 de maio - Joseph Goebbels, ministro da propaganda do regime nazi (n. 1897)
- 23 de maio - Heinrich Himmler, oficial alemão e comandante da SS durante a Segunda Guerra Mundial (n. 1900)
- 18 de junho - Simon Bolivar Buckner, Jr., general dos Estados Unidos durante a Segunda Guerra Mundial (n. 1886).
- 16 de agosto - Takijiro Onishi, foi um almirante japonês conhecido como o pai da ideologia kamikaze. (n. 1891)
- 20 de setembro - Augusto Fragoso, 16º Presidente do Brasil (n. 1869).
- 19 de outubro - Plutarco Elías Calles, presidente do México de 1924 a 1928 (n. 1877).
- 21 de Dezembro - George Smith Patton Jr, General Americano. (n. 1885).

## Prémio Nobel
- Física - Wolfgang Pauli.[3]
- Química - Artturi Ilmari Virtanen.[4]
- Medicina - Alexander Fleming, Ernst Boris Chain, Howard Walter Florey.[5]
- Literatura - Gabriela Mistral.[6]
- Paz - Cordell Hull.[7]

## Epacta e idade da Lua
| Epacta gregoriana | 16 (XVI) |
| Idade da Lua      | Letra r  |

## Por tema
- 1945 na arte
- 1945 no Brasil
- 1945 na ciência
- 1945 no cinema
- Desastres em 1945
- 1945 no desporto
- Divisões administrativas em 1945
- 1945 no jornalismo
- 1945 na literatura
- Mortes em 1945
- 1945 na música
- 1945 na política
- 1945 na rádio
- 1945 no teatro
- 1945 na televisão